# Падюков, Сергей Николаевич
Сергей Николаевич Падюко́в (в английской транскрипции: Padyukov, Padukov, Padukow; 23 октября 1922, Брест-над-Бугом, Полесское воеводство, Польша — 22 октября 1993, Томс-Ривер, Нью-Джерси, США) — американский инженер-архитектор, скульптор и правозащитник.

## Биография
Родился 23 октября 1922 года в Бресте, находившемся в то время на территории Второй Речи Посполитой. Отец — Падюков Николай Никифорович (1885—1975), по профессии — учитель, участвовал в боевых действиях во время Первой мировой войны, мать — Падюкова (Роменко-Ковенко) Анна Никитична (1883—1957), домохозяйка. Родители сочетались браком в 1911 году и проживали в Бяла-Подляска, а затем переехали в Брест. Там отец занимался мелкой торговлей, владел гостиницей «Европейская». Сергей Падюков окончил русскую среднюю школу в Бресте, увлекся скульптурой. После присоединения Восточной Польши к СССР в сентябре 1939 года бежал вместе с родителями в Варшаву.
После окончания Второй мировой войны оказался с семьей на территории, контролируемой французскими войсками, откуда Падюковы переехали в Мюнхен. Учился сначала в Мюнхенском университете, а затем — в Высшей Технической школе (университете) в Карлсруэ, Западная Германия, окончив в 1950 году факультет архитектуры и градостроительства. Во время обучения в Мюнхенском университете С. Н. Падюков познакомился со своей будущей женой, Гердой (род. 1925), студенткой химического факультета. Герда приняла православие и они обвенчались в Мюнхенской православной церкви (вероятно — в Барачной церкви на Деннингерштрассе). В 1954 году супруги получили вид на жительство в США и поселились в Лейквуде, Нью-Джерси.
В 1960 году С. Н. Падюков получил в Принстонском университете лицензию архитектора в штате Нью-Джерси  и основал собственную архитектурную фирму. С 1965 года — член Американского института архитектуры (AIA). Среди российских эмигрантов С. Н. Падюков стал особенно известен как конструктор куполов для церковных зданий. Впервые в практике строительства церковных зданий применил стекловолокно для изготовления куполов и купольных барабанов, что существенно упростило и ускорило строительство церквей. Особенностью архитектурного стиля С. Н. Падюкова стало сочетание традиционного внутреннего убранства православного храма с необычным конструктивным решением самой постройки (см. фото церкви Св. Николая, в Уайтстоуне, Нью-Йорк). Предложил усовершенствованную технику позолоты купола до его монтажа и разработал собственную технологию изготовления литых бронзовых украшений и резьбы по дереву для украшения интерьера. Смелое использование в оформлении церкви современных материалов, элементы конструктивизма в постройке вызвали неоднозначную реакцию среди православных общин восточных штатов, что, впрочем, скорее способствовало популярности архитектора. Среди работ С. Н. Падюкова (включая проектирование, строительство и реконструкцию) — церковь Пресвятой Богородицы в Маккиспорте, Пенсильвания, (архитектурный памятник), церковь Св. Александра Невского в Питтсбурге, храм-памятник Св. Князя Владимира в Джэксоне, Нью-Джерси (завершение проекта-реконструкции древнего Софийского собора в Киеве архитектора Р. Н. Верховского). По проекту С. Н. Падюкова был восстановлен сгоревший Собор Архангела Михаила в Ситке, на Аляске. Всего С. Н. Падюковым построено в США 45 христианских храмов, из которых четыре получили статус архитектурного памятника. С. Н. Падюков также восстанавливал китайский буддийский храм в Чикаго (постройки 1931 года, здание не сохранилось) и был консультантом в процессе реставрации королевского дворца в Эр-Рияде (Саудовская Аравия). Помимо храмов, С. Н. Падюков разрабатывал проекты жилых домов (700 типовых проектов домов на 1—4 семьи), гостиниц, ресторанов, общественных зданий.

### Архитектурные работы
География: см. карту: 
- Церковь Пресвятой Богородицы (St. Mary’s Russian Orthodox Church at St. Vladimir’s Cemetery)[10], 1968, Джэксон, Нью-Джерси.
- Церковь Св. Николая (St. Nicholas Orthodox Church)[11], 1969, Уайтстоун[англ.], Нью-Йорк (на илл.).
- Церковь Пресвятой Богородицы (Blessed Virgin Mary Russian Orthodox Church), 1974[12], Маккиспорт[англ.], Пенсильвания. Архитектурный памятник США[13].
- Собор Архангела Михаила (St. Michael’s Cathedral) — восстановление после пожара[14], 1976, Ситка, Аляска, остров Баранова. Архитектурный памятник США[2] (на илл.).
- Кафедральная церковь Св. Александра Невского[англ.] (St. Alexander Nevsky Cathedral)[15], Питтсбург, Пенсильвания (на илл.).
- Католический Византийский Собор Апостола Фомы (дизайн алтаря)[16] (St. Thomas the Apostle Byzantine Catholic Church)[17], Ровэй[англ.], Нью-Джерси (на илл.).
- Церковь Св. Михаила (St. Michael’s Ukrainian Greek Catholic Church)[18][19], 1984, Шенандо[англ.], Пенсильвания.
- Греческая православная церковь Св. Варвары (Saint Barbara Greek Orthodox Church)[20], 1986, Томс-Ривер, Нью-Джерси, США
- Вторая баптистская церковь (Second Baptist Church),[21], 1980, Томс-Ривер, Нью-Джерси, США
- Храм-памятник Святого Князя Владимира (St. Vladimir Memorial Church)[8][22], 1988, Джэксон, Нью-Джерси.
- Греческая православная церковь Пресвятой Богородицы (Kimisis Tis Theotokou), 1988, Холмдел[англ.] Нью-Джерси, США.

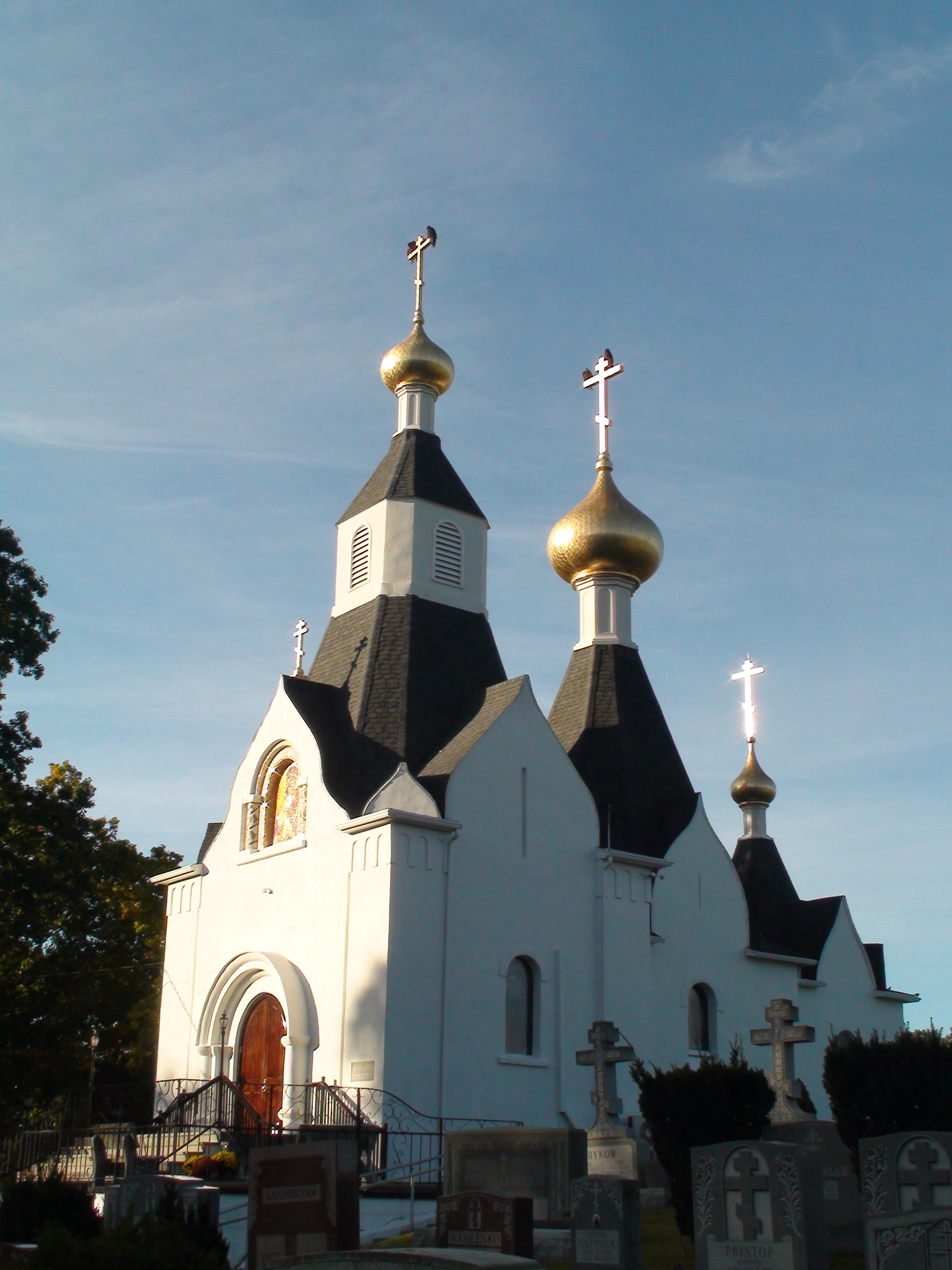
Церковь Пресв. Богородицы на кладбище Св. Владимира, Джэксон, Нью-Джерси.
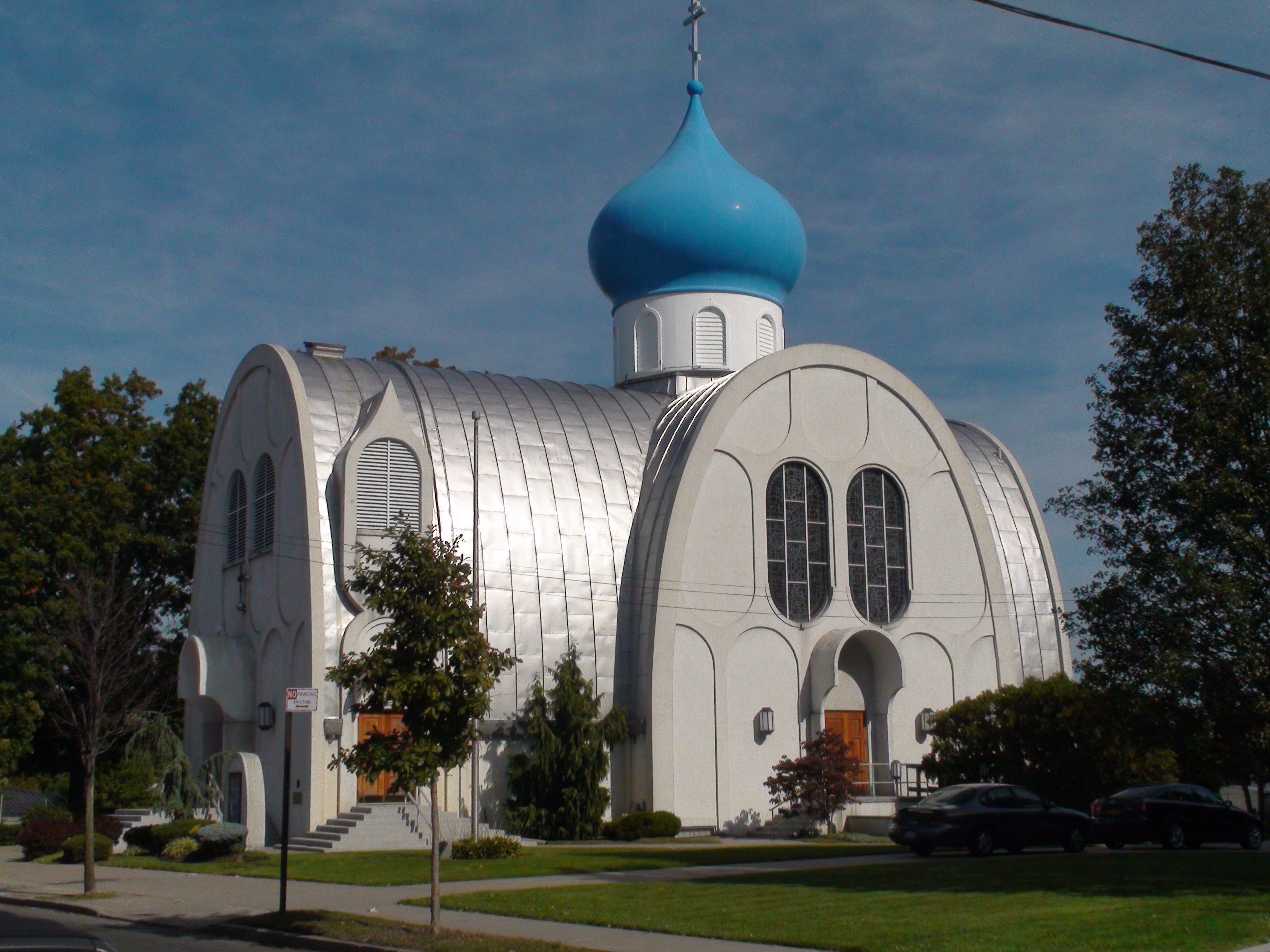
Церковь Св. Николая в Уайтстоуне, Нью-Йорк
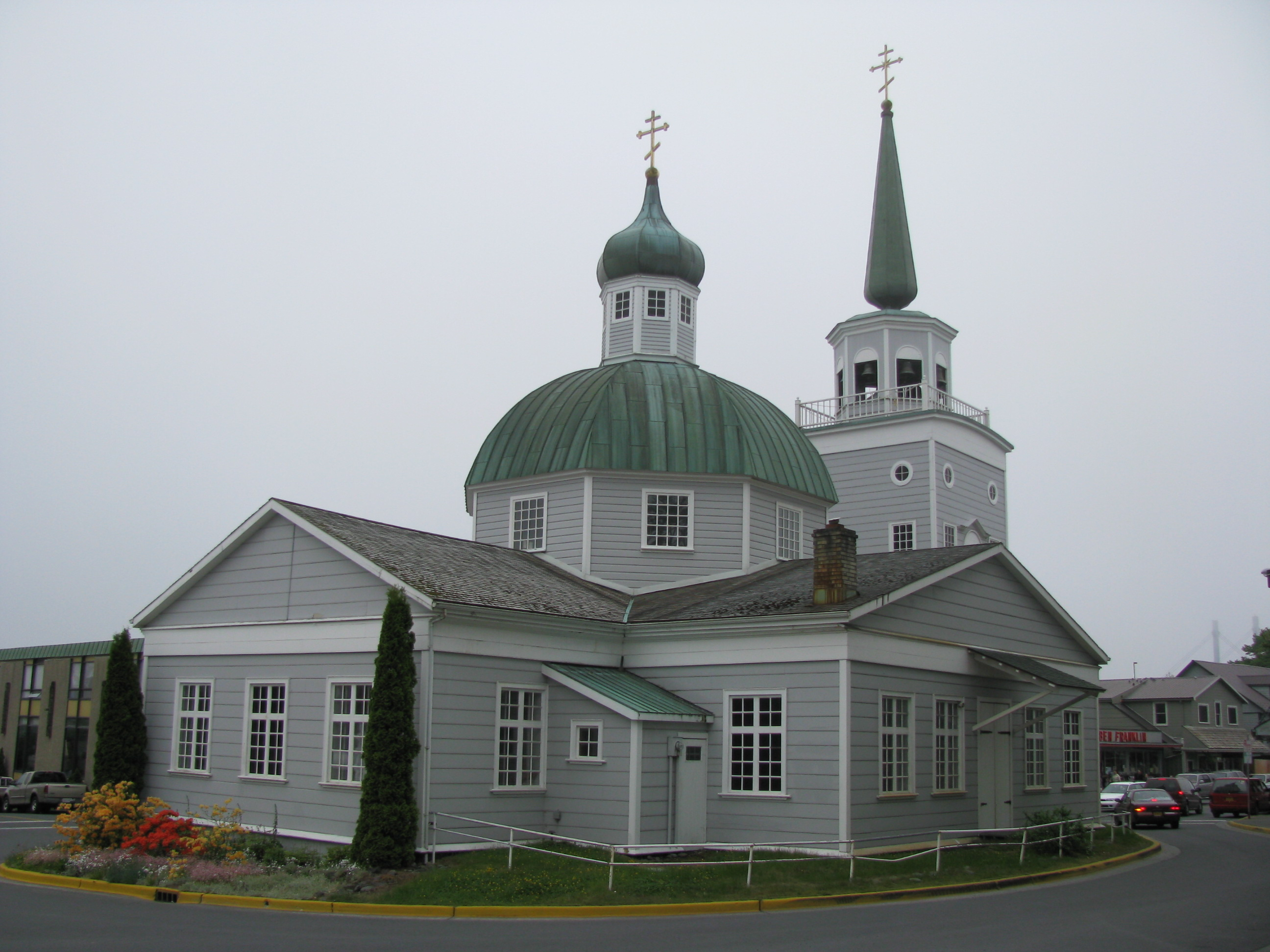
Собор Архангела Михаила, Ситка, Аляска
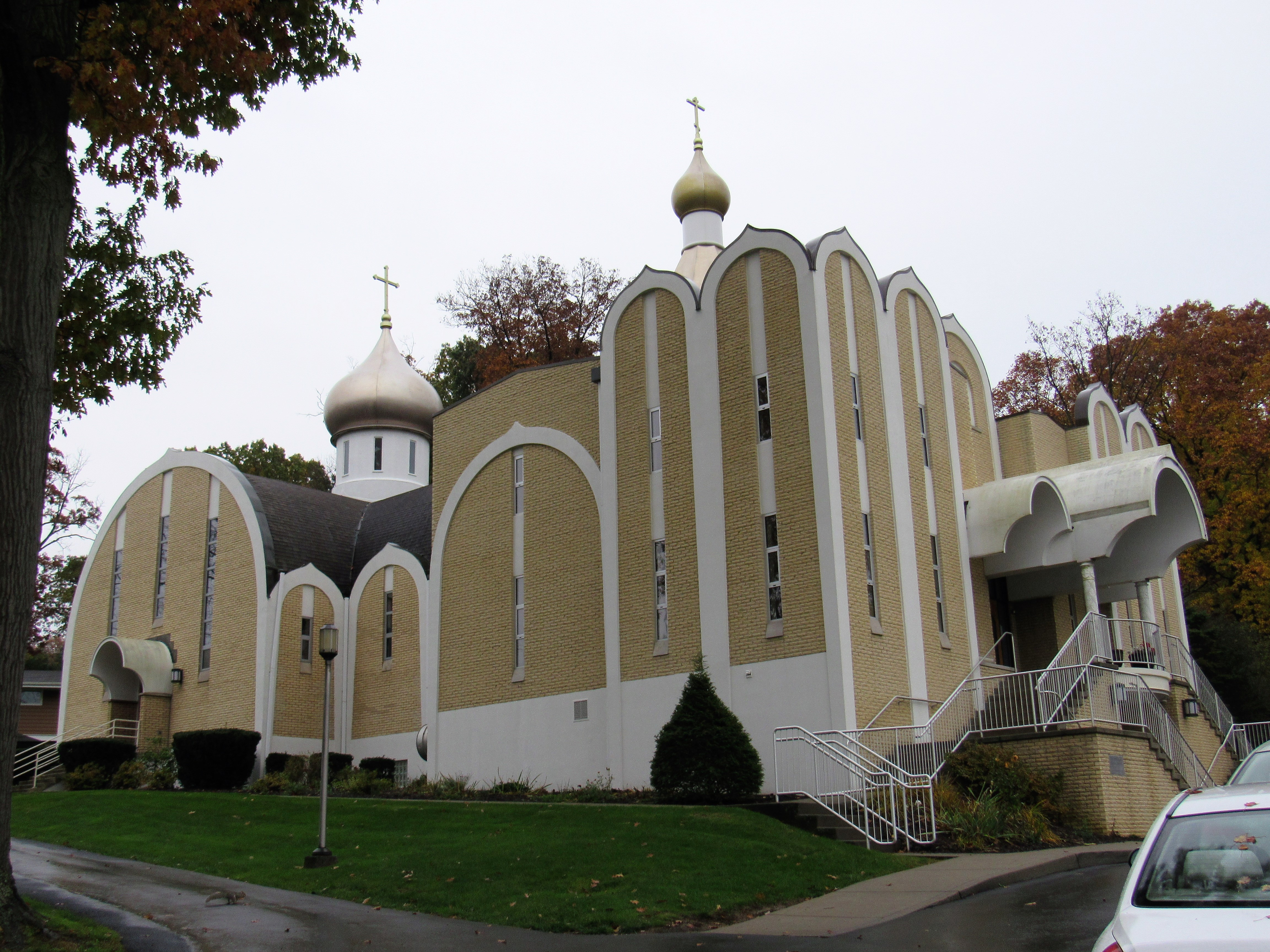
Кафедральная церковь Св. Князя Александра Невского, Питтсбург, Пенсильвания
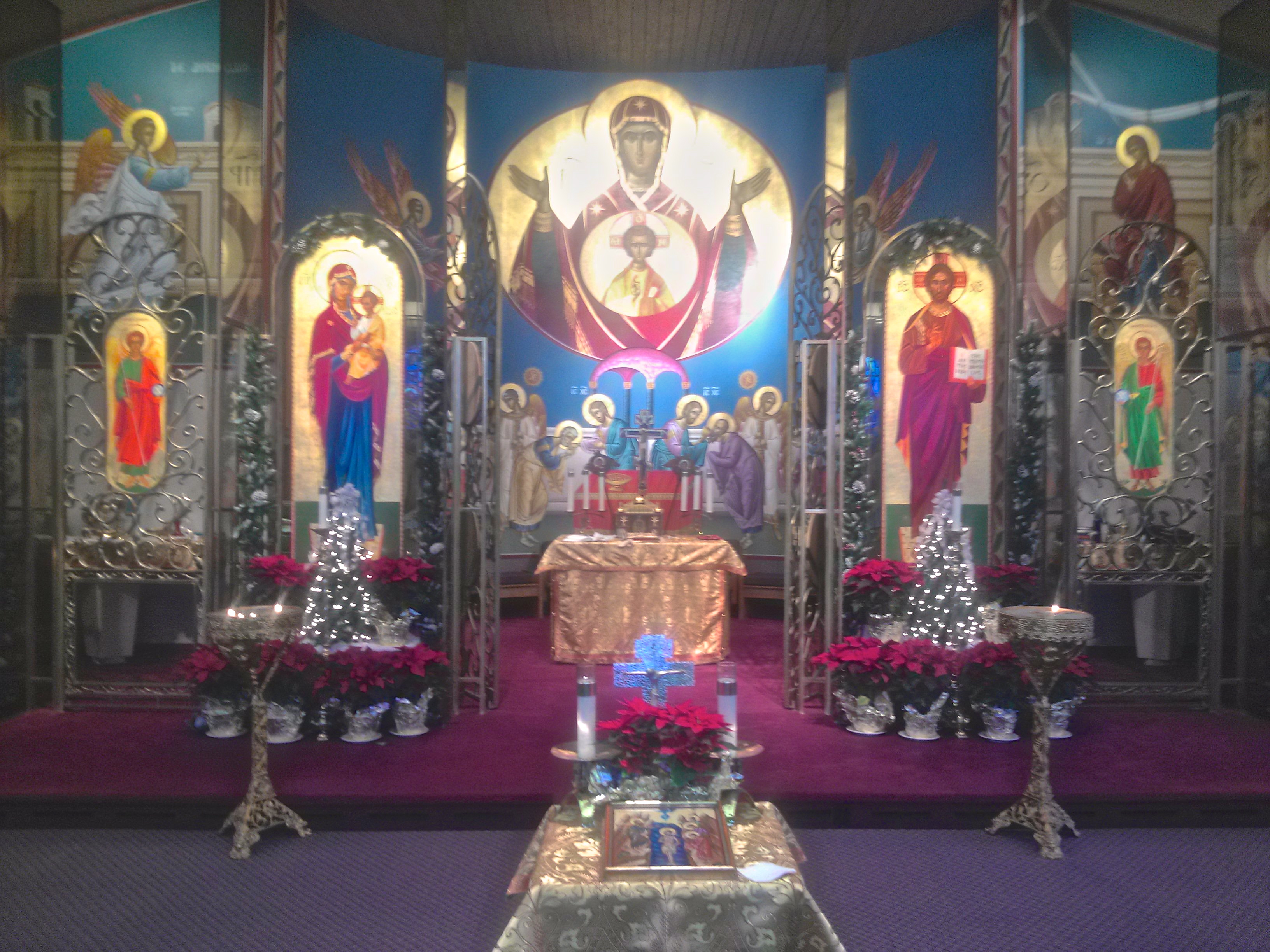
Алтарь в Католическом Византийском Соборе Апостола Фомы, Ровэй, Нью-Джерси
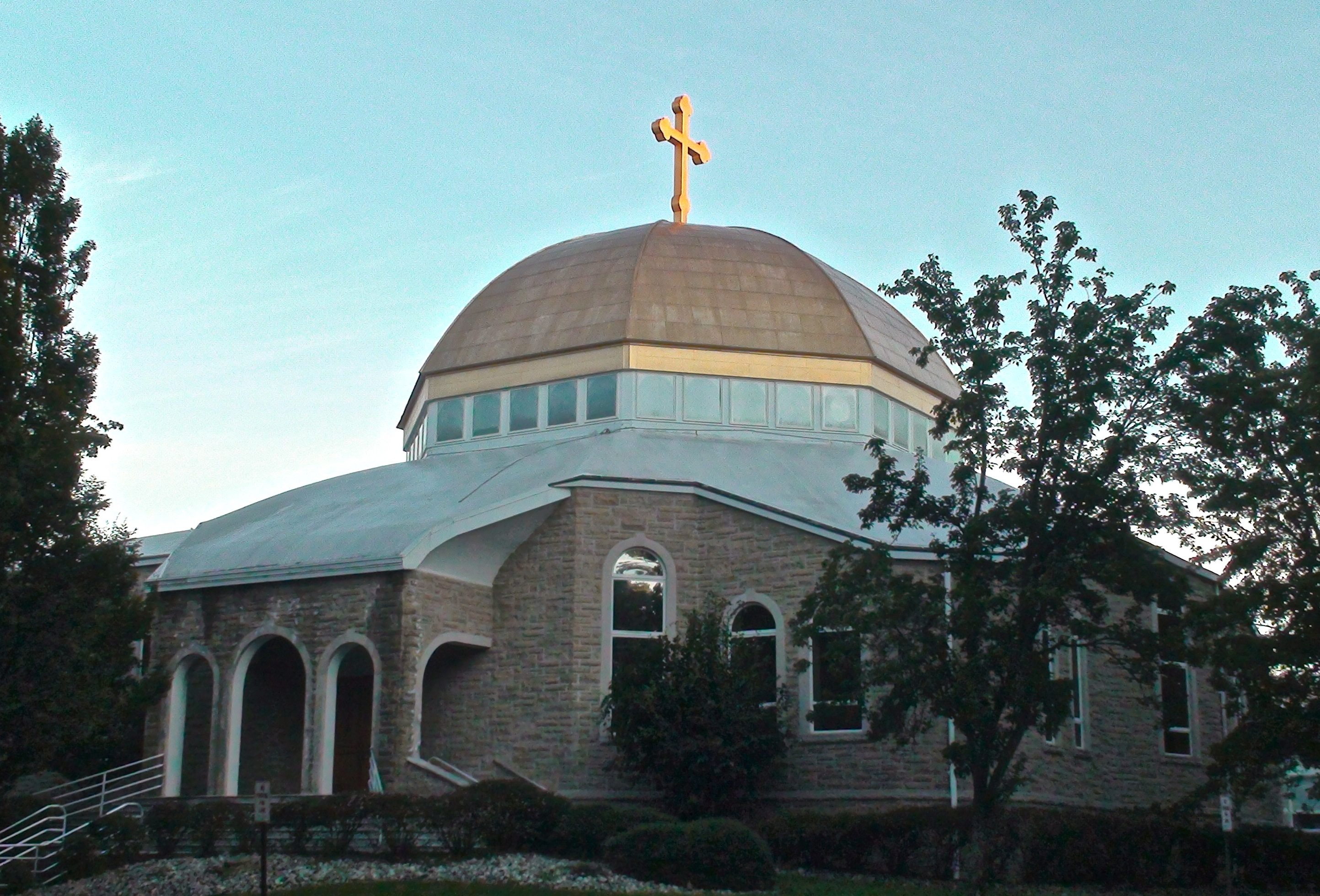
Греческая православная церковь Св. Варвары, Томс-Ривер, Нью-Джерси, США.
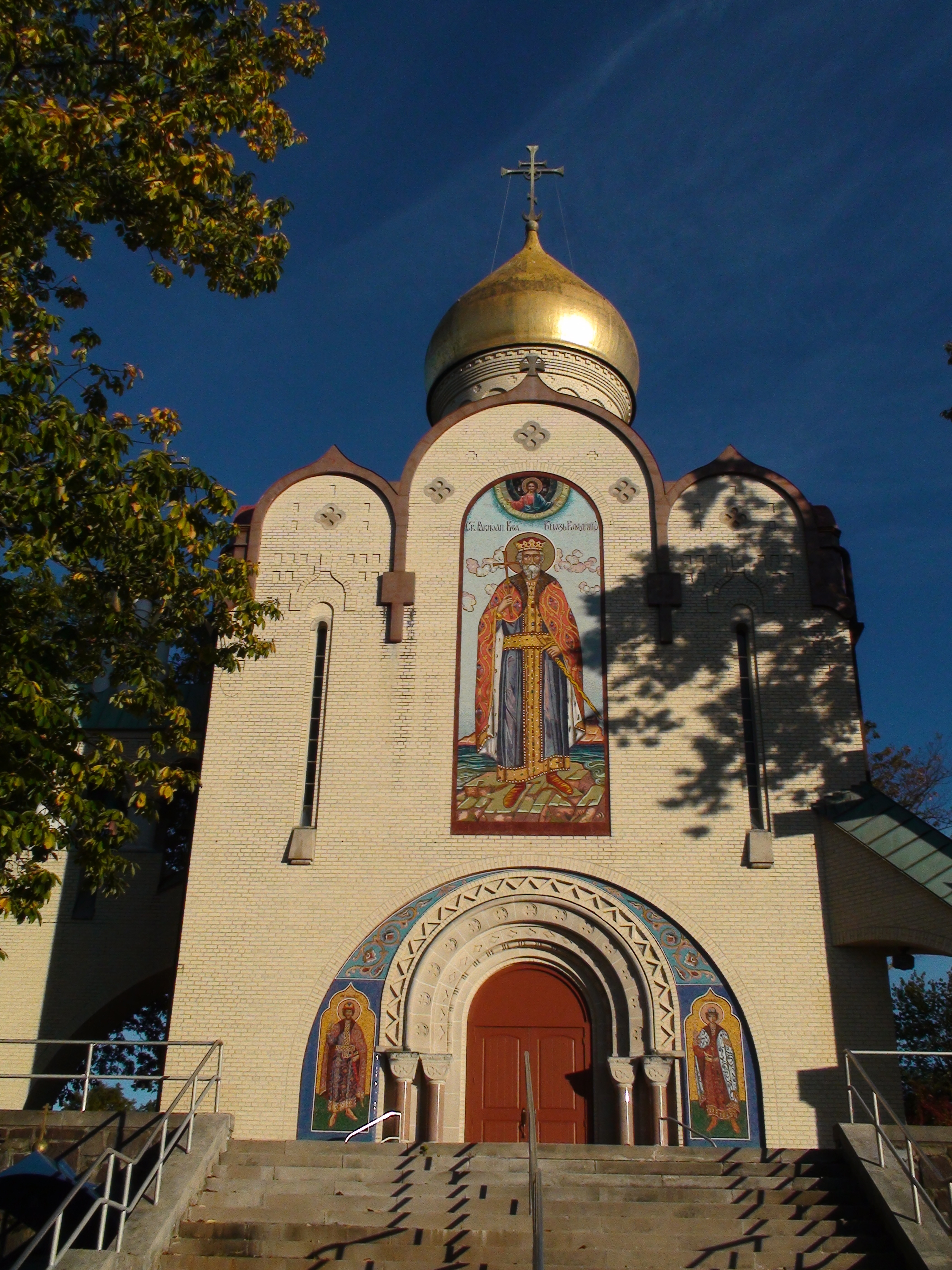
Храм-Памятник Св. Князя Владимира, Джэксон, Нью-Джерси, США.

## Политическая деятельность
Во время проживания в Германии С. Н. Падюков вступил в Народно-трудовой союз российских солидаристов (НТС) и во время Второй мировой войны предположительно действовал по заданию НТС на территории СССР, оккупированной немецкими войсками. Его старший брат Аркадий, тоже член НТС, был арестован на территории Смоленской области НКВД и расстрелян в 1943 году. Этот факт, по свидетельству близких, сильно повлиял на политические взгляды С. Н. Падюкова: до конца жизни он оставался резким критиком СССР.

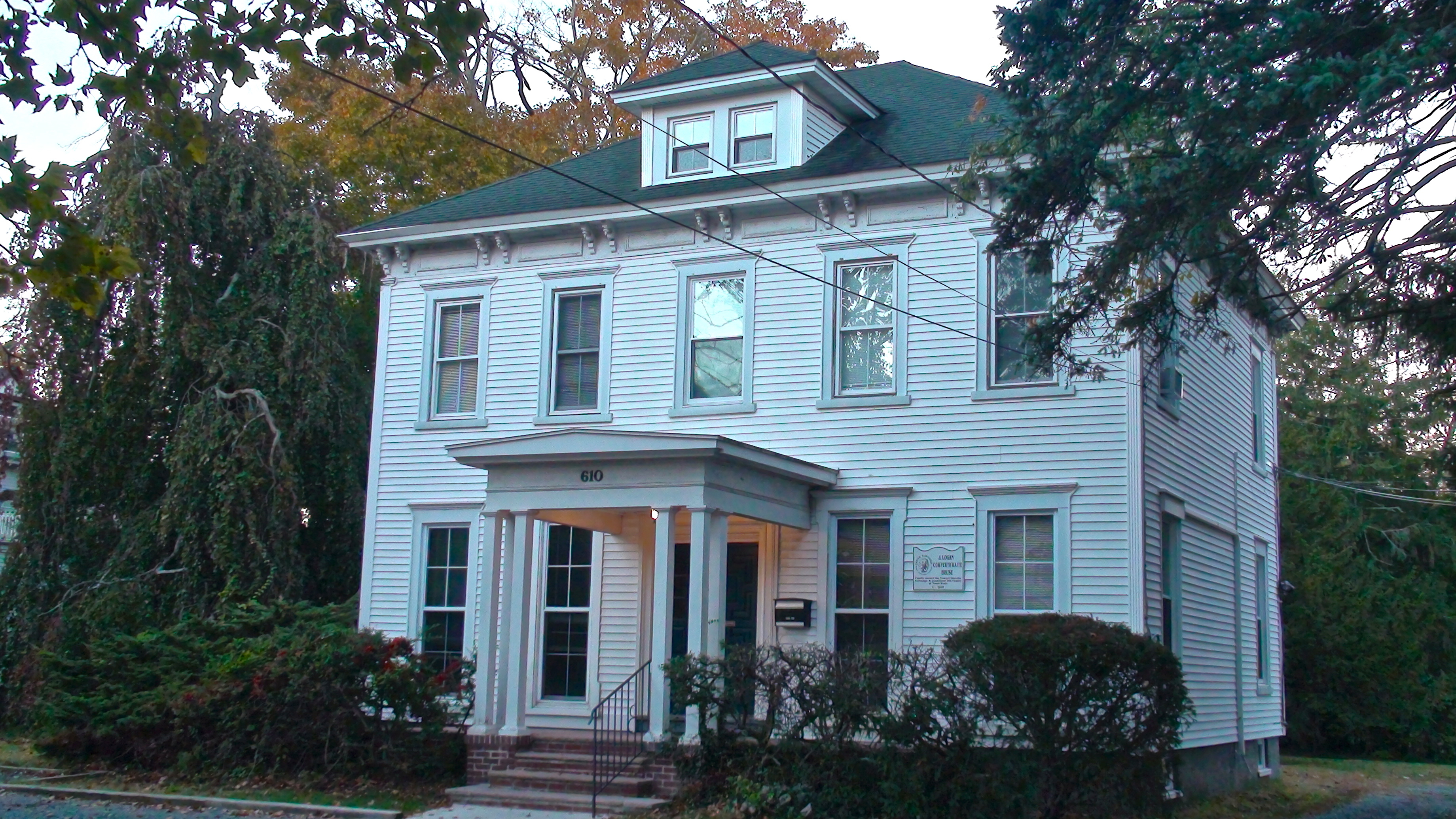
Последний адрес Сергея Падюкова 610 Мэйн стрит в Томс-Ривер, Нью-Джерси.

В 70-80-е годы С. Н. Падюков морально и материально поддерживал новых эмигрантов в США из СССР. Этому способствовало то, что в США С. Н. Падюков состоял советником Американского совета безопасности, Республиканского национального комитета, членом Совета при организации Молодые американцы за свободу, членом Конгресса русских американцев. В 1983 году С. Н. Падюков открыл в США отделение Западногерманского международного общества по защите прав человека. Он также являлся одним из организаторов правозащитной организации «Братство славян Руси».
Во время перестройки С. Н. Падюков наладил активное сотрудничество с правозащитниками в России, основал в Москве Организацию по документации нарушений прав человека в республиках бывшего Советского Союза. Сергей Николаевич Падюков скончался после одной из поездок в Москву в конце 1993 года.